# Radbrunnenturm

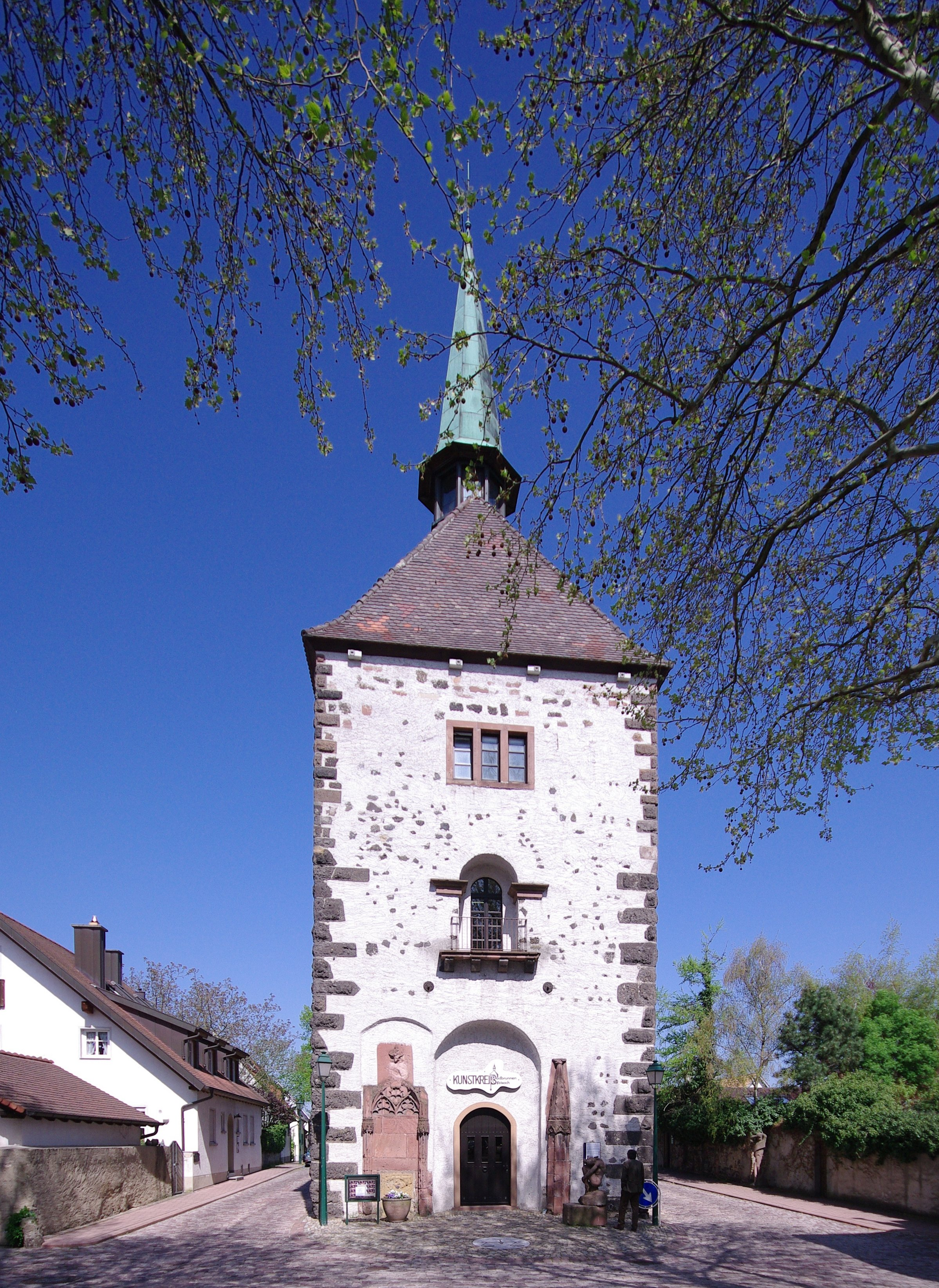
Radbrunnenturm

Auf dem als Ensemble denkmalgeschützten Münsterberg über einem Tiefbrunnen errichtet, erhebt sich der Radbrunnenturm in Breisach in der Mitte der Radbrunnenallee. Der Turm ist eines der ältesten erhaltenen Gebäude der Stadt.

## Geschichte

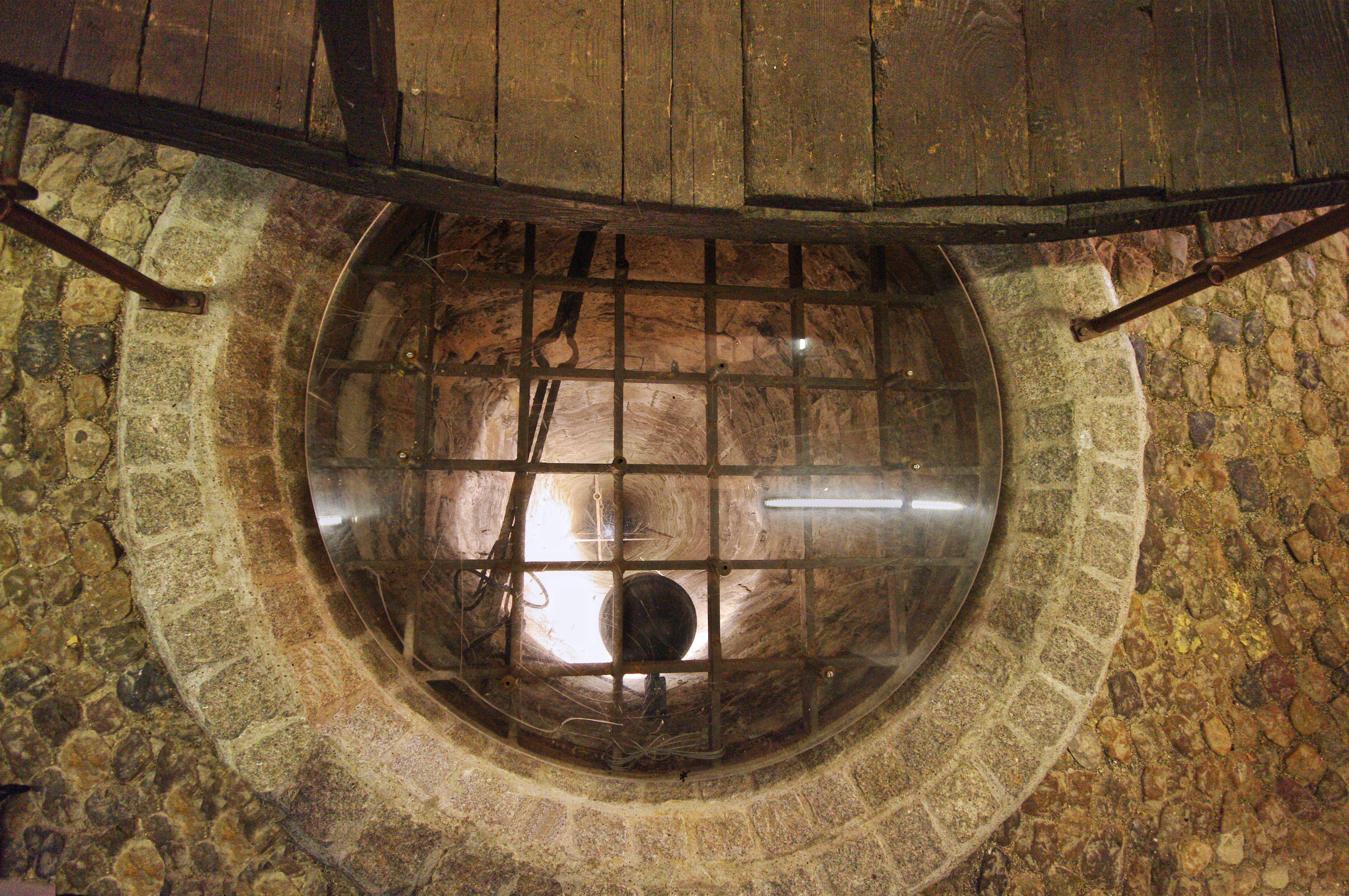
Blick in den Brunnen

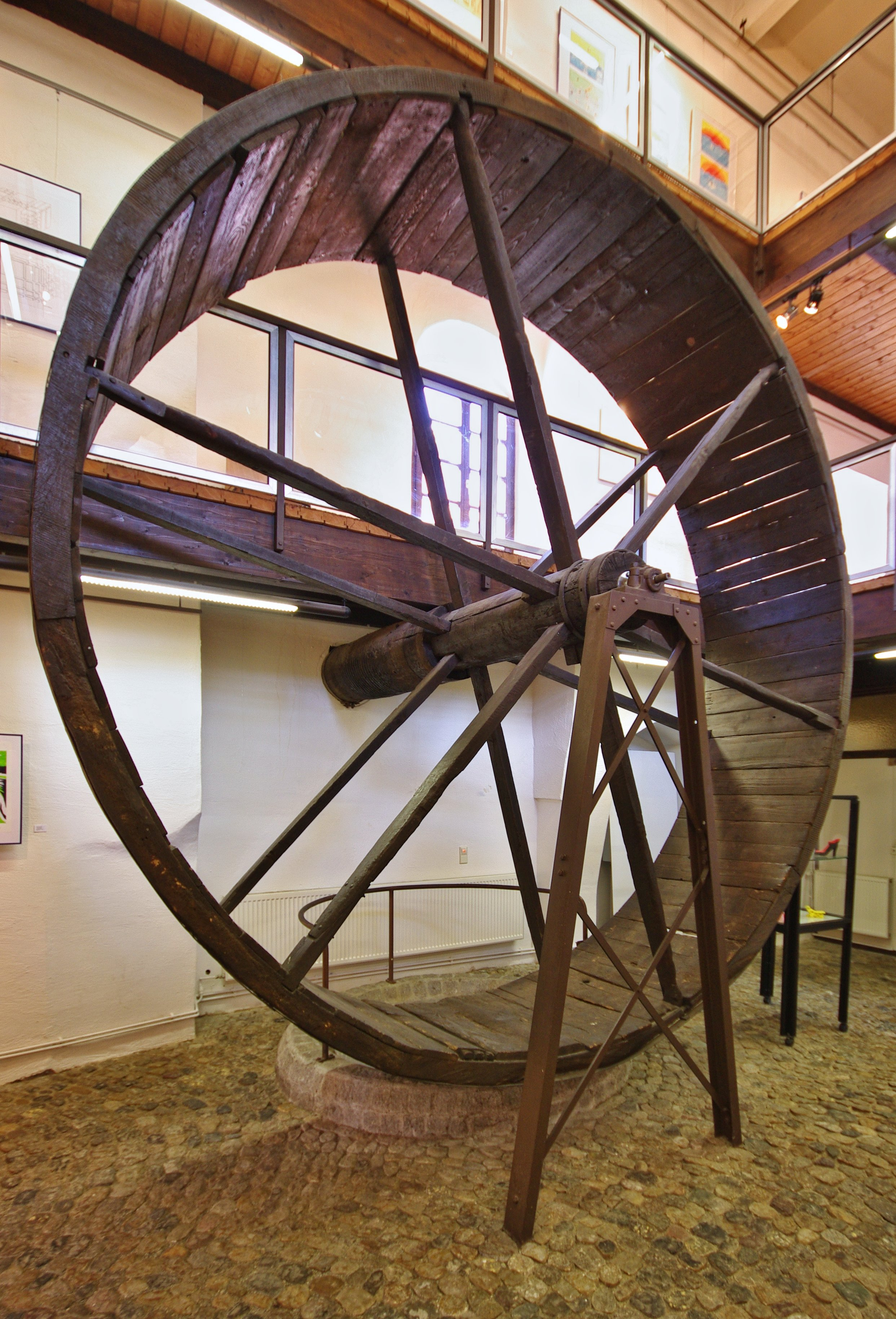
Tretrad im Radbrunnenturm

Ab 1198 ließ Herzog Berthold V. von Zähringen den 41 m tiefen Trinkwasserbrunnen anlegen. Der Schacht wurde durch den Fels des Münsterbergs bis unter die Höhe des Rheins getrieben und diente der Oberstadt als zentrale Wasserversorgung auch während Belagerungen. Es wird vermutet, dass es an dieser Stelle schon früher einen Schacht zum Wasserschöpfen gab. Der erste Turm über dem Brunnen hatte eine Höhe von 54 m. Bis 1847 diente ein hölzernes Tretrad zur Wasserförderung, anschließend übernahm diese Aufgabe ein mechanisches Pumpwerk.
Ab Anfang des 13. Jahrhunderts war das Gebäude, in dem sich ein Ratssaal befand, auch das erste Rathaus Breisachs. Nördlich am Turm war eine Gerichtslaube mit Folterkammer und Gefängniszelle angebaut. Hier fand auch 1474 die „peinliche Befragung“, des berüchtigten Landvogts Peter von Hagenbach statt. In den Revolutionskriegen im Jahre 1793 zerstört, wurde der Turm 1826 mit einer Höhe von 15 m wieder aufgebaut. Nachdem 1902 die Schöpfanlage außer Betrieb genommen worden war, diente der Turm als Wohngebäude. Im Zuge des Wiederaufbaus Breisachs nach dem Zweiten Weltkrieg wurde das Gebäude in der Amtszeit von Bürgermeister Josef Bueb 1953 auf 34 m erhöht. Seit 1982 nutzt der „Kunstkreis Radbrunnen Breisach“ den Turm als Ausstellungs- und Konzertraum. Auch im Karneval hat der Radbrunnenturm seine Bedeutung; hier wird der Urnarr ausgegraben.
An der südöstlichen Seite des Turmes beim Haupteingang links sind alte Steintafeln angebracht, rechts steht eine gotische Prangersäule. Auf der gegenüberliegenden nordwestlichen Seite des Turms befinden sich sowohl ein historisches Denkmal das Hagenbach-Türmle als auch ein modernes Kunstwerk die Radbühne.

## Hagenbach-Türmle

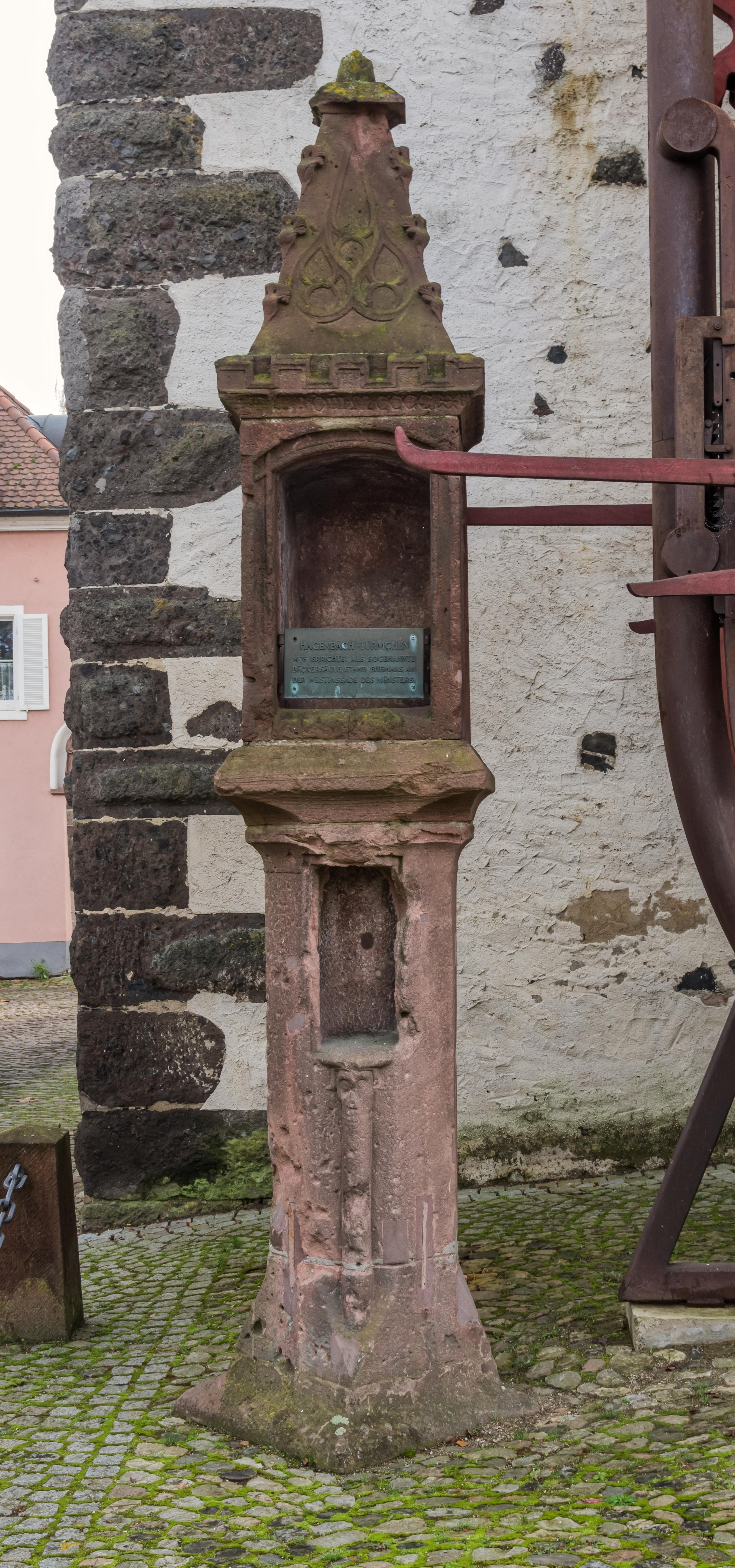
Das Hagenbach-Türmle

Das aus rotem Sandstein gefertigte Hagenbach-Türmle stammt aus dem Jahre 1476, hat eine Höhe von 4 m und eine Grundfläche von 77 × 77 cm. Das Türmle ist eine von der Bäckerzunft gestiftete Totenlaterne und wird deshalb auch als Bäckersäule bezeichnet. Sie besteht aus einem achteckigen Schaft mit einer Höhe von 198 cm, auf dem eine 110 cm hohe Bildnische steht; nach oben ist sie mit einem 90 cm hohen Helm abgeschlossen. In der Nische stand eine hölzerne Pieta aus der Entstehungszeit, die sich jetzt im Münster befinden soll. Ursprünglich stand die Bäckersäule auf dem Friedhof neben dem Münster und wurde 1648 neben dem Hauptportal des Münsters aufgestellt. Ab 1855 stand sie dann an der Südseite des Radbrunnenturms, um dann 1983 an die heutige Position versetzt zu werden. Die Behauptung, dass Barbara, die Witwe Peter von Hagenbachs, das Hagenbach-Türmle als Grabdenkmal für ihren Mann an der Stelle seiner Hinrichtung habe errichten lassen, ist falsch, denn sie stiftete am Ort der Hinrichtung eine Kapelle.

## Radbühne
Bei dem modernen Kunstwerk handelt es sich um die Radbühne, das letzte der drei großen Werke von Helmut Lutz, dort aufgestellt im Herbst 2013 von der Stadt Breisach, welche das Werk im 17. März des gleichen Jahres erhalten hatte. Das Kunstwerk lässt sich bespielen. Beim Radbühnenspiel läuft Adam im Erdenrad, Prometheus dreht sich im Feuerrad, von oben lässt sich Pandora aus einer Wolke herab und das große Pendel schwingt hin und her. Am 2. August wurde es zum ersten Mal am Radbrunnenturm in Bewegung gesetzt, danach soll das Spiel mindestens einmal jährlich aufgeführt werden. Teile des Kunstwerks wurden im Radbrunnenturm in den Jahren 1977 bis 1986 gefertigt. Das Kunstwerk war vorher 20 Jahre lang in Neuf-Brisach in einer dafür hergerichteten Kasematte ausgestellt worden, allerdings war das insgesamt 8 m hohe Kunstwerk dort in 4 Teile zerlegt und rings um die Pulverkammer aufgestellt und konnte deswegen bei Aufführungen nicht voll wirken. Bei der Aufstellung in voller Höhe wurde in Breisach darauf geachtet, dass das Kunstwerk wettergeschützt steht und voll wirken kann. Das Pendel hat in der Mitte eine Schutzhülle, unter dieser befinden sich zwei Figuren, die sich gegenseitig eine Kugel – den Erdball – zurollen. Zwei Deutungen sind hinterlegt: Entweder ist es die Göttin der Weisheit, Sophia, die von einem Boten den Ball empfängt, oder es ist Sophia, die den Erdball als Aufgabe an die Menschen gibt.
Die Inspiration für das Werk war das Rad, das über Jahrhunderte im Inneren des Turms seinen Dienst tat.
Nach Aussage des Künstlers wird mit dem Kunstwerk „Radbühne“ Sophias Erdballspiel und Adams Wegsuche und damit die Wegsuche der Menschheit dargestellt. Er verweist auf das Gedicht „Selbstgeworfnes“ von Rainer Maria Rilke, welches den Inhalt am besten ausdrückt.

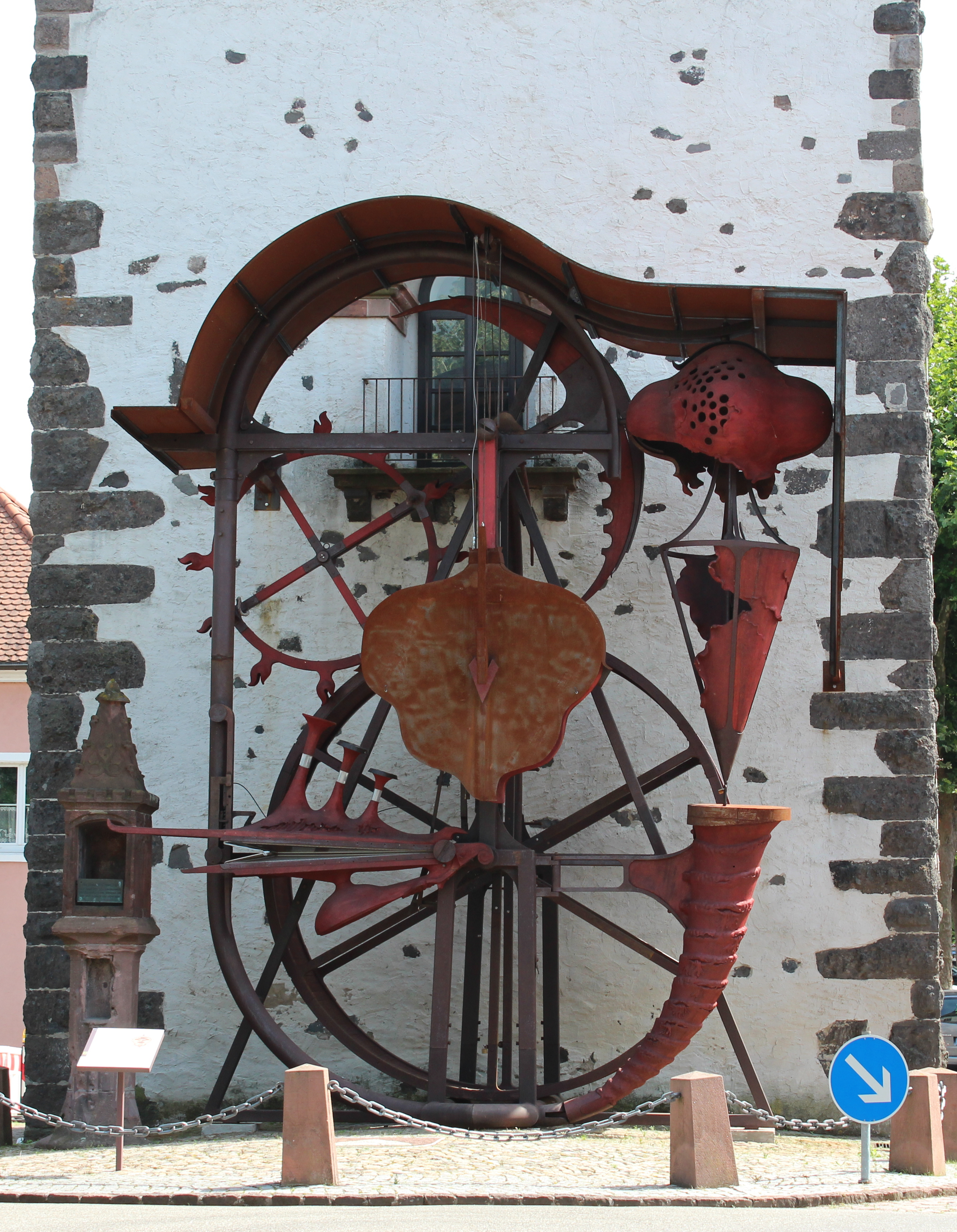
Die Radbühne
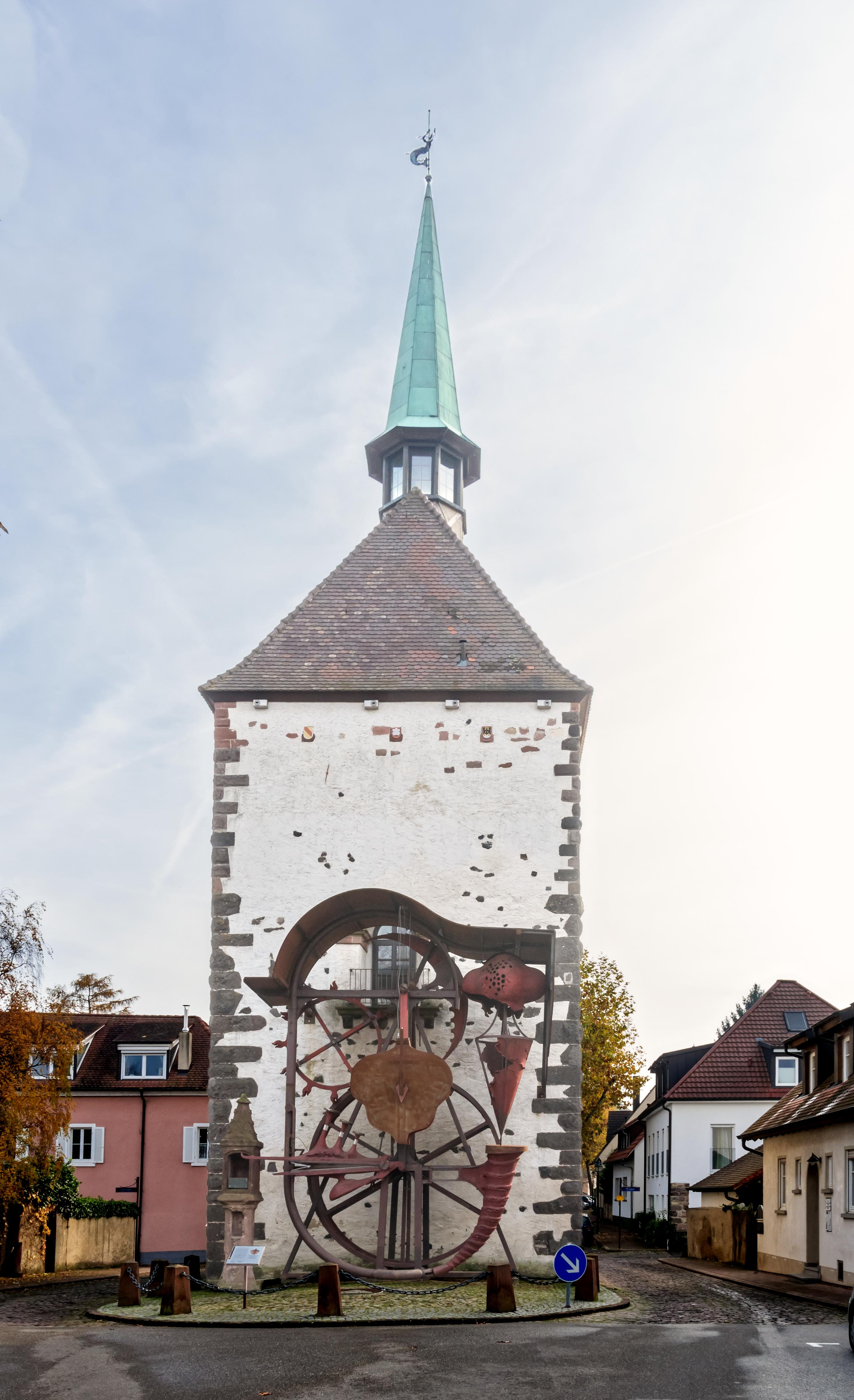
Radbühne vor dem Radbrunnenturm
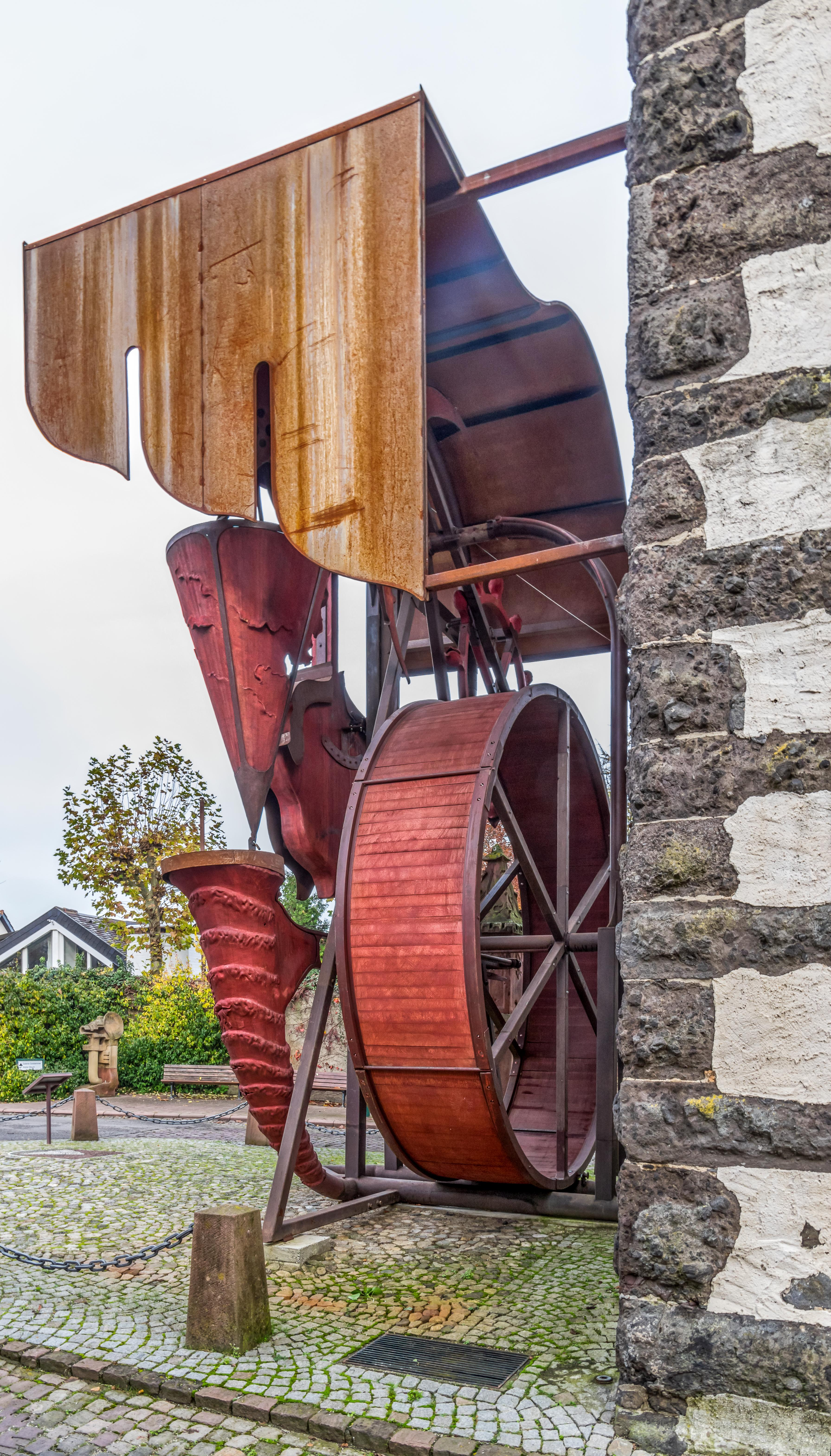
Seitenansicht der Radbühne

## Ausstellungen und Konzerte
- 2011 Trio „Stomil“, Schweiz, Jodler, Blues und Tennisbälle[14]
- 2012, Gabriella Stellino, Argentinien, Sichtbar gemachte Musik, Aquarelle Musik in einer filmischen Projektion[15]
- 2013, Didier Guth, Frankreich,[16]
- 2013, Helmut Lutz, Deutschland, „Aus der Werkstatt der Visionen“,[17]
- 2013, Godwin Hoffmann, „20 Jahre Zeichnung – ein Querschnitt“[18]
- 2013, Chris Popovic und Kathrin Deutsch, Ruhe sanft[19]
- 2014, Albi Maier, Geduckte Bauernhöfe im Winter[20]
- 2014, Heike Endemann, Immer bleibt das Holz präsent[21]